# Dyskografia
Dyskografia (fr. discographie) – zbiór utworów nagranych przez danego artystę lub zespół muzyczny. Lista może zawierać również dodatkowe informacje, m.in. daty wydania, czy pozycje na listach przebojów.
Termin jest połączeniem dwóch wyrazów: „dysk” (ang. disc) – płyta fonograficzna, oraz „grafia” (ang. graphy) – pochodzi od greckiego przedrostka, który odnosi się do pisania.